# Episodi di Fringe (seconda stagione)
La seconda stagione della serie televisiva Fringe è stata trasmessa in prima visione assoluta negli Stati Uniti d'America da Fox dal 17 settembre 2009 al 20 maggio 2010, ottenendo un'audience media di 6.252.000 telespettatori.
In Italia la stagione è stata trasmessa in prima visione dal canale pay Steel, della piattaforma Mediaset Premium, dal 21 maggio al 24 settembre 2010, ed in chiaro da Italia 1 dal 17 gennaio 2011.
| nº         | Titolo originale                       | Titolo italiano                          | Prima TV USA      | Prima TV Italia   |
| ---------- | -------------------------------------- | ---------------------------------------- | ----------------- | ----------------- |
| 1          | A New Day in the Old Town              | Un nuovo giorno nella vecchia città      | 17 settembre 2009 | 21 maggio 2010    |
| 2          | Night of Desirable Objects             | La notte degli oggetti desiderabili      | 24 settembre 2009 | 21 maggio 2010    |
| 3          | Fracture                               | Frattura                                 | 1º ottobre 2009   | 21 maggio 2010    |
| 4          | Momentum Deferred                      | Il simbolo                               | 8 ottobre 2009    | 4 giugno 2010     |
| 5          | Dream Logic                            | Sogni elettronici                        | 15 ottobre 2009   | 11 giugno 2010    |
| 6          | Earthling                              | Il cosmonauta                            | 5 novembre 2009   | 18 giugno 2010    |
| 7          | Of Human Action                        | Conseguenze indesiderate                 | 12 novembre 2009  | 25 giugno 2010    |
| 8          | August                                 | Agosto                                   | 19 novembre 2009  | 2 luglio 2010     |
| 9          | Snakehead                              | Testa di serpente                        | 3 dicembre 2009   | 9 luglio 2010     |
| 10         | Grey Matters                           | Materia grigia                           | 10 dicembre 2009  | 16 luglio 2010    |
| 11 (Extra) | Unearthed                              | Resurrezione                             | 11 gennaio 2010   | 23 luglio 2010    |
| 12         | Johari Window                          | Progetto Elephant                        | 14 gennaio 2010   | 30 luglio 2010    |
| 13         | What Lies Below                        | Il contagio                              | 21 gennaio 2010   | 6 agosto 2010     |
| 14         | The Bishop Revival                     | Segreti di famiglia                      | 28 gennaio 2010   | 13 agosto 2010    |
| 15         | Jacksonville                           | Jacksonville                             | 4 febbraio 2010   | 20 agosto 2010    |
| 16         | Peter                                  | Peter                                    | 1º aprile 2010    | 27 agosto 2010    |
| 17         | Olivia. In the Lab. With the Revolver. | Olivia. Nel laboratorio, con la pistola  | 8 aprile 2010     | 3 settembre 2010  |
| 18         | White Tulip                            | Un tulipano bianco                       | 15 aprile 2010    | 10 settembre 2010 |
| 19         | The Man from the Other Side            | Sincronia                                | 22 aprile 2010    | 17 settembre 2010 |
| 20         | Brown Betty                            | Cuore di vetro                           | 29 aprile 2010    | 17 settembre 2010 |
| 21         | Northwest Passage                      | Passaggio a Nord-Ovest                   | 6 maggio 2010     | 24 settembre 2010 |
| 22         | Over There: Part 1 e 2                 | Dall'altra parte - prima e seconda parte | 13 maggio 2010    | 24 settembre 2010 |
| 23         | Over There: Part 1 e 2                 | Dall'altra parte - prima e seconda parte | 20 maggio 2010    | 24 settembre 2010 |

## Un nuovo giorno nella vecchia città
- Titolo originale: A New Day in the Old Town
- Diretto da: Akiva Goldsman
- Scritto da: Akiva Goldsman e J. J. Abrams

### Trama
Il SUV di Olivia viene trovato sulla scena di un incidente stradale a Manhattan. Dopo l'incidente, l'altro automobilista coinvolto fugge e uccide un civile, assumendo il suo aspetto. Sulla scena dell'incidente viene inviato l'agente dell'FBI Amy Jessup che trova l'auto di Olivia chiusa dall'interno e vuota. Walter, giunto sulla scena, apre l'auto e riesce a riportare Olivia nel nostro mondo gravemente ferita e cerebralmente morta. Amy rimane incuriosita dalla divisione Fringe e cerca di scoprire informazioni su di essa. Nel frattempo Phillip Broyles viene chiamato a Washington per presentare valide motivazioni che evitino la chiusura della divisione, il Senato vuole una prova concreta dell'efficacia del lavoro svolto dall'unità.
Intanto all'ospedale, mentre Peter sta dando l'addio a Olivia (nel testamento biologico ha rifiutato la respirazione assistita), questa si risveglia dicendo sii un uomo migliore di tuo padre in greco, che si scoprirà essere una frase che la madre di Peter diceva spesso al figlio.
L'altro uomo coinvolto nell'incidente, rivelatosi un mutaforma, tramite una macchina da scrivere che sembra funzionare come un terminale per comunicare con un universo parallelo, riceve l'ordine d'interrogare Olivia e poi ucciderla: assume quindi l'aspetto di un'infermiera e quando scopre che Olivia non ricorda nulla prova a strangolarla. Il tentativo di omicidio viene interrotto dall'arrivo di Amy, facendo scappare il mutaforma, che viene poi ucciso nel seminterrato dell'ospedale da Charlie Francis.
Peter consegna a Broyles il dispositivo usato dal mutaforma con cui riusciva a trasformarsi per dimostrare al Senato che la divisione deve rimanere attiva.
Rientrato al laboratorio trova Walter e Astrid che gli hanno preparato una piccola festa di compleanno: il giovane abbraccia commosso il padre.
Al termine dell'episodio si viene a scoprire che il vero Charlie è morto e il mutaforma ha assunto il suo aspetto.
- Altri interpreti: Meghan Markle (Amy Jessup)

## La notte degli oggetti desiderabili
- Titolo originale: Night of Desirable Objects
- Diretto da: Brad Anderson
- Scritto da: Jeff Pinkner e J.H. Wyman

### Trama
In un cantiere per la costruzione di un'autostrada, un operaio viene trascinato in un tunnel sotterraneo dove sono presenti resti umani. Nella cittadina erano già scomparse in modo misterioso altre sei persone e ciò attira l'attenzione della divisione Fringe. Durante le indagini, Olivia inizia ad avere dei brevi momenti di udito molto fine, effetto collaterale del viaggio inter-dimensionale. Viene scoperto che tutte le sparizioni sono avvenute nelle vicinanze della casa di un medico che ha perso la moglie e il figlio neonato 17 anni prima. La squadra riesuma le bare di essi, scoprendo che quella del figlio è vuota, e che probabilmente il misterioso bambino è riuscito a fuggire, rifugiandosi sotto terra. Walter intanto scopre che la moglie non poteva avere figli in quanto affetta da Lupus. Il padre, per avere un figlio, è infatti ricorso a una modificazione genetica. Olivia e Peter vengono attaccati dal bambino in un tunnel sotterraneo ma il tunnel crolla, uccidendolo. Nel finale Nina contatta Olivia lasciandole l'indirizzo di un uomo che può aiutarla per curare gli effetti del suo viaggio nell'universo parallelo mentre il mutaforma riceve ordini di trovare un modo per far recuperare a Olivia i dettagli del suo viaggio.
Al laboratorio, intanto, Peter fa vedere al padre la sua esca speciale chiamata appunto La notte degli oggetti desiderabili che il giovane aveva comprato da bambino nella speranza di poter andare a pesca con lui: i due alla fine decidono di andare insieme a pescare con quell'esca.
- Altri interpreti: Meghan Markle (Amy Jessup)

## Frattura
- Titolo originale: Fracture
- Diretto da: Bryan Spicer
- Scritto da: David Wilcox

### Trama
Un agente della polizia di Filadelfia viene inviato in una stazione della città con il compito di riconoscere un certo uomo vestito di nero e farsi dare da questi una valigetta, appena l'agente ha in mano la valigetta si cristallizza e successivamente esplode. Durante le indagini, Walter scopre che l'agente s'iniettava da un anno un siero particolare alla base del piede. Questo siero, se irradiato con onde radio a una frequenza ben precisa, provoca la cristallizzazione dell'organismo e la liberazione di una grande quantità di energia che ne provoca l'esplosione. Si scopre poi che l'agente era in missione in Iraq e che era coinvolto in un progetto militare sperimentale segreto.
Quindi, Peter e Olivia si recano a Baghdad per cercare i dottori che si erano occupati della realizzazione del siero. Scoprono che veniva usata per neutralizzare gli effetti del gas nervino cianogeno, ma il progetto era stato chiuso a causa degli effetti collaterali (la cristallizzazione). Successivamente scoprono il nome della persona che sta facendo esplodere i soldati: il colonnello Raymond Gordon.
Nel frattempo una delle persone coinvolte nel progetto viene inviata dal colonnello in una nuova missione di recupero di una valigetta. La divisione Fringe riesce a salvarla e ad arrestare il colonnello che, interrogato da Broyles, rivela che nella valigetta era contenuto materiale appartenente a un gruppo di persone organizzate per la distruzione della razza umana.
L'episodio si conclude mostrando l'uomo della seconda valigetta che si incontra con l'Osservatore per consegnargliela, essa contiene delle foto di Peter e Walter.

## Il simbolo
- Titolo originale: Momentum Deferred
- Diretto da: Joe Chappelle
- Scritto da: Ashley Edward Miller e Zack Stentz

### Trama
La divisione indaga su una serie di furti di teste umane da strutture criogeniche collegati ai mutaforma. Dalla scena dell'ultimo furto viene recuperato il corpo di un mutaforma: Walter scopre che nel sangue vi è una grande quantità di mercurio. Tuttavia nel corpo dell'infermiera che aveva tentato di uccidere Olivia il sangue era normale: deducono, quindi, che il mutaforma è ancora vivo. Walter prepara un miscuglio di vermi piatti per aiutare Olivia a recuperare la memoria. Walter e Peter contattano Rebecca Kibner, una donna che, in passato, durante gli esperimenti dell'uomo, riusciva a riconoscere le persone e cose provenienti da un altro universo. La donna si ricorda di Walter e decide di aiutarlo. Ritornati in laboratorio, le iniettano una dose di LSD. Peter suona una campana e il suono provoca il ritorno della memoria a Olivia, in modo violento e improvviso. Bell, durante l'incontro, l'aveva avvertita dell'arrivo de La Tempesta. Aveva disegnato un simbolo dicendo che i mutaforma stanno cercando una persona (il Leader) con quel simbolo sulla testa. Questa persona avrebbe il potere di aprire una porta fra i due universi. Olivia si reca quindi da Nina Sharp, la quale spiega che con La Tempesta Bell indicava la teoria secondo la quale dopo la collisione fra le dimensioni (provocata dall'apertura di una porta) solo una avrebbe continuato a esistere. I mutaforma stanno quindi cercando di far verificare la collisione.
Rebecca, intanto, non è riuscita nel suo intento così decide di tornare a casa ma mentre saluta Peter nota in lui uno strano bagliore intorno alla testa, tipico delle persone che vengono dalla dimensione parallela; scuote la testa convinta che si tratti dell'effetto delle droghe, ma in realtà ha visto giusto: Peter viene dall'universo alternativo.
Olivia, avvertita da Charlie che è Nina il mutaforma che cercavano, lascia con una scusa l'edificio. Una volta in strada Olivia incontra Charlie e gli rivela dove è nascosta la testa con il simbolo; in quello stesso momento però scopre dall'identikit inviato al suo cellulare che è proprio lui il mutaforma e dopo una dura lotta lo uccide. L'episodio si conclude con i mutaforma che stanno unendo la testa del leader al suo corpo.
- Guest star: Theresa Russell (Rebecca Kibner), Leonard Nimoy (William Bell)

## Sogni elettronici
- Titolo originale: Dream Logic
- Diretto da: Paul Edwards
- Scritto da: Josh Singer

### Trama
La divisione indaga sul caso di un uomo che ha attaccato con violenza il proprio capo, credendo che fosse una mostruosa creatura dall'aspetto di un demone. Analizzando il corpo, Walter scopre un chip impiantato nel talamo, una parte del cervello che controlla i sogni. Il talamo, inoltre, regola la componente motoria: Walter suppone, quindi, che il chip venga utilizzato come controllo mentale. Broyles e Nina rivelano alla squadra il nome del ricercatore che ha impiantato i chips. L'uomo li utilizza per risolvere i problemi del sonno (come il sonnambulismo) dei suoi pazienti. Quando Olivia e Peter si recano a interrogarlo, il dottore scopre che qualcuno ha rubato il server che conteneva tutte le informazioni sui pazienti. Mentre Olivia indaga sul furto, Walter sperimenta il chip scoprendo che esso trasmette un'enorme quantità di dati: si tratta dei sogni della persona a cui è impiantato. La persona che li riceve presenta gli stessi effetti provocati dalla droga. Quando il chip viene attivato il paziente impazzisce perché non riesce a distinguere la realtà dal sogno. Olivia e Peter scoprono allora che il dottore soffre di sdoppiamento della personalità: in una è un normale medico, mentre nell'altra è dipendente dai sogni rubati. Il dottore muore nel tentativo di rubare i sogni a un altro paziente.
L'episodio si conclude con Peter che si risveglia da un incubo.

## Il cosmonauta
- Titolo originale: Earthling
- Diretto da: Jon Cassar
- Scritto da: J.H. Wyman e Jeff Vlaming

### Trama
La divisione è chiamata a indagare sull'inspiegabile disintegrazione di un uomo in cenere. Broyles è particolarmente interessato al caso dato che in passato aveva indagato su morti avvenute in modo analogo. Le vittime si erano recate tutte in ospedale prima della morte. Le indagini portano all'identificazione di un sospetto, già soggetto a un'indagine internazionale condotta dal governo russo. Si scopre che un astronauta russo ritornò da una missione in coma con una misteriosa entità all'interno, la quale, manifestandosi in forma di ombra, uccide le persone assorbendo le radiazioni emanate dal corpo umano. Le vittime erano, quindi, persone sottoposte a cure con radiazioni. Walter scopre che l'entità e l'astronauta sono fuse e non possono essere separate: Broyles per tale motivo gli spara un colpo in testa.
L'episodio si conclude rivelando che l'astronauta non è morto; per questo motivo viene rispedito nello spazio.

## Conseguenze indesiderate
- Titolo originale: Of Human Action
- Diretto da: Joe Chappelle
- Scritto da: Glen Whitman e Robert Chiappetta

### Trama
Tyler Carson, il figlio di uno scienziato della Massive Dynamic, viene rapito e tenuto in ostaggio a New York. Quando la polizia riesce a individuare l'auto dei rapitori e prova a salvare Tyler, qualcosa spinge i poliziotti a uccidersi a vicenda. Walter suppone che uno dei rapitori utilizzi l'ipnosi per costringere le persone a fare ciò che lui vuole. Peter ricorda che l'ipnosi non forza un'azione, ma la suggestiona; Walter, allora, pensa al controllo mentale. La divisione individua i rapitori e si prepara alla cattura munendosi di cuffie per la protezione dal controllo mentale; uno dei rapitori però si uccide, mentre l'altro rimane ferito rivelando che è Tyler che controlla le persone. Nel frattempo quest'ultimo prende Peter in ostaggio dato che ha bisogno di un autista.
Alla Massive Dynamic il padre spiega che sta lavorando a un sistema per pilotare gli aerei usando la mente e pensa che il figlio abbia assunto delle sostanze che stava testando. Peter scopre che Tyler ha inscenato il proprio rapimento per far soffrire il padre dato che gli aveva sempre detto che la madre era morta. Walter trova un metodo per "spegnere" per pochi secondi il cervello di Tyler in modo da permettere che Peter riesca a liberarsi e così avviene. Tyler alla fine viene sedato e la Massive Dynamic lo prende in custodia.
L'episodio si conclude con Nina Sharp che invia un messaggio a William Bell. Riferisce che uno dei Tyler ha sviluppato il controllo mentale, ma che ci sono state delle conseguenze indesiderate quando ha deciso di ricercare la madre surrogata. Nina dichiara l'esperimento sospeso. Il dottor Carson, che è solo il tutore del ragazzo, porta Tyler in una stanza piena di cloni.

## Agosto
- Titolo originale: August
- Diretto da: Dennis Smith
- Scritto da: J.H. Wyman e Jeff Pinkner

### Trama
Un Osservatore rapisce una ragazza a Boston. Quando la divisione Fringe analizza il filmato del rapimento scopre che non si tratta dell'Osservatore già noto: se ne deduce che ne esiste più di uno. Uno scienziato della Massive Dynamic spiega a Olivia e Peter che gli Osservatori sono dei viaggiatori temporali che osservano il tempo, facendosi vedere in momenti importanti della storia umana. L'Osservatore che ha rapito la donna, di nome August (Agosto, da cui il titolo dell'episodio), viene richiamato dai suoi colleghi per il suo gesto, dato che non possono interferire con il mondo (solo una volta, in passato, sono intervenuti per correggere un errore che loro stessi avevano commesso). Un sicario viene incaricato di uccidere la ragazza, dato che era destinata a morire per un incidente aereo. La divisione, intanto, cerca di studiare il diario dimenticato da August al momento del rapimento, nel tentativo di decifrarlo. Walter scopre un messaggio a lui indirizzato e incontra August, pensando che voglia portargli via Peter. L'Osservatore, invece, vuole essere aiutato da Walter per evitare la morte della ragazza. Questi gli consiglia di dimostrare ai suoi colleghi che è davvero importante. August fa in modo che Olivia e Peter trovino la ragazza e lascia che il sicario gli spari. Prima di morire il "solito" Osservatore lo preleva e gli assicura che la donna ora è importante dato che è responsabile della morte di uno di loro. August gli confida in punto di morte che da quando segue la ragazza, da quando le sono morti i genitori, si è affezionato a lei perché è una ragazza speciale, e dice che questo lo ha fatto innamorare (anche se sono stati addestrati a essere freddi e distaccati nei riguardi del genere umano).
L'episodio si conclude mostrando Olivia sulle montagne russe insieme alla nipotina mentre gli Osservatori affermano che sta per succederle qualcosa di brutto.

## Testa di serpente
- Titolo originale: Snakehead
- Diretto da: Paul Holahan
- Scritto da: David Wilcox

### Trama
Una nave mercantile proveniente da Hong Kong si arena e affonda. Gli occupanti vengono trovati uccisi da una creatura simile a un verme. Walter scopre che il verme è una nuova specie, creata grazie alla bioingegneria, di Ancylostoma duodenale. La ghiandola linfatica del parassita secerne un enzima utile nella cura di ogni forma d'immunodeficienza. Peter e Olivia riescono a individuare il destinatario del farmaco e a salvare gli occupanti di un altro mercantile. Infine, Walter confessa a Peter di essersi installato un geolocalizzatore alla base del collo al fine di non perdersi più.

## Materia grigia
- Titolo originale: Grey Matters
- Diretto da: Jeannot Szwarc
- Scritto da: Ashley Edward Miller e Zack Stentz

### Trama
Tre pazienti ricoverati in tre case di cura per malattie mentali durante la notte ricevono l'inaspettata visita di due uomini che asportano loro una piccola parte del cervello. Queste operazioni riportano i pazienti alla normalità, facendo sparire come d'incanto i problemi che li affliggevano da tempo. La divisione Fringe non tarda a scoprire l'arcano; i frammenti di cervello prelevati altro non erano che impianti di tessuto cerebrale non loro. Grandissimo è lo stupore nello scoprire che questi frammenti altro non erano che piccole porzioni del cervello di Walter.
I frammenti in questione erano di vitale importanza in quanto contenevano informazioni importanti per riuscire ad aprire la porta dell'universo parallelo. Di colpo si comprendono le amnesie e i problemi di Walter dovuti all'asportazione di tessuto cerebrale contenente pezzi di memoria del professor Bishop. Questi viene ricollegato con i pezzetti del suo cervello e per qualche minuto ritorna a essere l'austero e sprezzante ricercatore del tempo che fu.
I rapitori, ottenute e memorizzate le informazioni da Walter Bishop, gli iniettano un veleno che si scoprirà essere a lento rilascio. Olivia è sul punto di catturare l'uomo che William Bell ritiene pedina fondamentale da eliminare in quanto futuro realizzatore dello scontro tra universi paralleli, ma deve fare una scelta, salvare Walter o prendere il pericoloso individuo. 
Sceglierà di salvare Walter con un antidoto fornitole dall'uomo in cambio della libertà.
In un flashback finale si scopre che è stato proprio Bell a rimuovere le parti di cervello di Walter.

## Resurrezione
- Titolo originale: Unearthed
- Diretto da: Frederick E. O. Toye
- Scritto da: David H. Goodman e Andrew Kreisberg

### Trama
Una ragazza, Lisa Donovan, viene dichiarata cerebralmente morta, la madre decide di far spegnere i macchinari che la tengono in vita per consentire la donazione degli organi. Mentre i medici iniziano il prelievo Lisa si risveglia urlando un codice alfanumerico. Dopo il risveglio la ragazza è in grado di parlare il russo ed è a conoscenza di informazioni militari riservate.
I codici vengono collegati al sottufficiale della marina Andrew Rusk. Olivia scopre che, colpito da radiazioni in un incidente, all'uomo era stato somministrato un farmaco sperimentale. La ragazza fugge di casa e viene ritrovata da Olivia e Peter in un parcheggio, dove scoprono un bossolo e il cadavere di Andrew Rusk.
Walter porta la ragazza in laboratorio per studiare cosa le è successo. Ipotizza che al momento della morte, la coscienza di Rusk si sia trasferita in Lisa Donovan, appena morta, provocando la resurrezione della ragazza. Riesce a far riaffiorare in Lisa la coscienza dell'uomo, che rivela dettagli della sua morte che portano alla cattura dell'omicida. Quest'ultimo, una volta arrestato, confessa di aver ucciso Rusk su commissione della moglie, poiché la donna subiva violenze dal marito, assicurandosi di rivelare a Rusk il mandante. Nello stesso momento, Walter si accorge che la coscienza di Lisa non è riaffiorata come pensavano, quindi Rusk ha ancora possesso del corpo della ragazza.
Peter, Olivia e Francis si precipitano a casa della moglie di Rusk e Peter riesce a fermare Rusk prima che uccida la moglie parlando alla coscienza addormentata di Lisa che alla fine ha il sopravvento. La coscienza di Rusk abbandona finalmente il corpo di Lisa. Nel finale, a New York, un uomo morto dopo un incidente, subisce la stessa sorte di Lisa.
- Note: nell'episodio appare l'agente Francis (Kirk Acevedo), che era stato ucciso all'inizio della seconda stagione. Questo episodio fu infatti girato per la prima stagione, ma non fu mai trasmesso. Venne mandato in onda lunedì 11 gennaio 2010 (al di fuori della normale programmazione della serie, ovvero il giovedì), come episodio speciale. Nelle edizioni ufficiali in DVD di Fringe, l'episodio non è considerato parte della seconda stagione, ma un contenuto extra della prima stagione.[2]

## Progetto Elephant
- Titolo originale: Johari Window
- Diretto da: Joe Chappelle
- Scritto da: Josh Singer

### Trama
Uno sceriffo trova un bambino che cammina da solo lungo una strada. Decide di portarlo in centrale per cercare di identificare e contattare i genitori. Improvvisamente il bambino si trasforma in una creatura deforme. Mentre gli agenti pensano cosa fare del bambino, altre due persone deformi entrano nella centrale, uccidono i poliziotti e prelevano il bambino. La divisione Fringe arriva sul posto per investigare. Walter si ricorda di un esperimento fatto molti anni prima nella città e scopre che le persone nascondono le deformità alla vista di chi le guarda grazie a un impulso elettromagnetico. Infatti le deformità sono state causate da esperimenti fatti in passato; l'impulso le rende invisibili agli occhi. Se, però, gli abitanti si allontanano dalla città, dove l'impulso non è presente, le deformità diventano visibili. Gli abitanti sono disposti a tutto per mantenere il loro segreto, incluso uccidere Olivia e Peter, che nel frattempo indagano. Vengono salvati da qualcuno che non vuole più che venga fatto del male a chi scopre il loro segreto. La divisione decide quindi di mantenere la città segreta, in modo che i residenti possano continuare a vivere una vita normale.

## Il contagio
- Titolo originale: What Lies Below
- Diretto da: Deran Sarafian
- Scritto da: Jeff Vlaming

### Trama
Un uomo d'affari muore espellendo un getto di sangue infettato da un virus letale. Olivia e Peter, chiamati a investigare, si ritrovano rinchiusi in quarantena all'interno dell'edificio, insieme agli altri impiegati. Si scopre che l'uomo, un consulente petrolifero, aveva maneggiato un campione di carotaggio di una perforazione esplorativa petrolifera infetto dal virus. Walter scopre che le persone infette tentano di diffondere il virus prima di morire uscendo dall'edificio, perché crede che questo virus abbia una sua "mente". Data la pericolosità del virus, il CDC (Centro Controllo Malattie) classifica la situazione come un "livello 6", ossia una possibile diffusione su scala mondiale del virus, e decide di uccidere tutte le persone presenti nell'edificio per evitare la catastrofe. Walter, tuttavia, con l'aiuto di Astrid, riesce a trovare una cura a base di zolfo, ricreando nel paziente infetto le condizioni che portarono a debellare il virus migliaia di anni prima, e salva così gli impiegati, Olivia e Peter (quest'ultimo infettato dal virus).
Mentre Walter sta lavorando alla cura, rivela ad Astrid: "Non posso lasciarlo morire di nuovo", riferendosi ovviamente a suo figlio Peter. Alla fine dell'episodio, Astrid chiede spiegazioni al dottor Bishop riguardo alla frase, ma quest'ultimo le risponde dicendo: "Certe cose è meglio lasciarle sepolte, agente Farnsworth".

## Segreti di famiglia
- Titolo originale: The Bishop Revival
- Diretto da: Adam Davidson
- Scritto da: Glen Whitman e Robert Chiappetta

### Trama
A un matrimonio tutti i parenti dello sposo muoiono per soffocamento. Dalle indagini si scopre che la strage è stata provocata da un agente chimico vaporizzato, in grado di colpire un determinato ceppo genetico. Walter, analizzando la sostanza, scopre che è collegata ad alcuni esperimenti svolti dal padre, Robert Bishop, quando lavorava come spia americana presso i nazisti. Così cerca tra i vecchi libri di Robert, dove sa che sono nascoste le sue formule, ma Peter gli rivela che dieci anni prima aveva venduto quei libri per vendicarsi di lui.
Insieme, lui e Olivia cercano da un libraio amico di Peter come recuperarli e riescono a rintracciare con molta fatica l'acquirente (che non è il killer), il quale si dice disposto a consegnarli ai due.
Rientrati al laboratorio cercano, insieme a Walter, il colpevole, prima che uccida altre persone. L'assassino riesce comunque ad attuare un altro colpo, uccidendo una serie di persone all'interno di un bar, tutte con gli occhi castani, e successivamente, uccide anche un senzatetto in una tendopoli. Nel frattempo anche Walter si ingegna per fermarlo, ferito dal fatto che le ricerche del padre siano sfruttate per scopi tanto malvagi; imposta quindi una nuova formula capace di colpire il solo assassino, e così riesce a fermarlo e ucciderlo, prima che egli attui il suo quarto colpo.

Walter spiega poi a Olivia che per lui la famiglia è la cosa più importante, che non c'è niente che non farebbe per salvaguardarla, e nel dire questo il suo sguardo è puntato verso il figlio.
Sul finire dell'episodio, Peter riconsegna al padre, riconciliandosi con lui, i libri del nonno che scopre chiamarsi, in realtà, Robert Bishoff, che cambiò il cognome quando andò negli USA.
Infine viene inquadrata una vecchia foto degli anni '40 del suddetto dottor Bishoff e sullo sfondo si vede proprio l'assassino, che nonostante i decenni passati, mostra lo stesso identico aspetto; questo spiega anche perché l'assassino sia a conoscenza della formula usata come arma chimica: egli deve aver contribuito a crearla in laboratorio insieme al padre di Walter.

## Jacksonville
- Titolo originale: Jacksonville
- Diretto da: Charles Beeson
- Scritto da: Ashley Edward Miller e Zack Stenz

### Trama
A Manhattan si materializza un edificio proveniente dall'universo parallelo, e con esso i suoi occupanti che muoiono fondendosi con gli occupanti di questo universo. Una sola persona viene trovata ancora in vita, e una volta interrogata prima di morire spiega l'accaduto, ma si scopre trattarsi di un uomo proveniente dall'altro universo. Lo si capisce perché dichiara che, in seguito all'attentato dell'11 settembre 2001, oltre al Pentagono è stato colpita la Casa Bianca e non le Torri Gemelle. Walter spiega che lo sbilanciamento provocato dall'incidente porterà al naturale bilanciamento delle masse, per cui sarà sicuramente trasferito un edificio casuale di Manhattan, di uguale massa, all'altro universo, uccidendo tutti coloro che si troveranno all'interno. L'unica a poter identificare questo edificio è Olivia, perché da piccola era stata sottoposta alla sperimentazione di un farmaco, il Cortexiphan che la rendeva capace di poter riconoscere gli oggetti provenienti dall'altro universo poiché, ai suoi occhi, emettevano un "luccichio". Walter la conduce a Jacksonville, nell'asilo dove venivano svolti gli esperimenti. Olivia può riconoscere l'edificio, ma per farlo deve provare lo stesso sentimento che provava da bambina ovvero la "paura".
La cosa inizialmente sembra non funzionare, ma il ricordo degli esperimenti subiti da bambina e la preoccupazione di fallire nella "missione di salvataggio" la inducono a provare paura.
Olivia si abbandona nelle braccia di Peter, che cerca di confortarla. I due giovani stanno per baciarsi; qualcosa nel loro rapporto sta cambiando. Riconosciuto l'edificio, Olivia e Peter riescono a farlo evacuare prima della sua scomparsa. L'episodio si conclude con Olivia che si accorge, grazie alle particolari capacità donatele dal farmaco, che Peter proviene dall'altro universo; Walter la prega di non dire nulla al figlio.
- Curiosità: all'inizio dell'episodio, quando viene rivelato il luogo in cui si svolge la prima scena, appare la scritta "Manhatan" invece di "Manhattan". Non è un errore: nell'universo parallelo il quartiere si chiama semplicemente in questo modo.

## Peter
- Titolo originale: Peter
- Diretto da: David Straiton
- Scritto da: Jeff Pinkner, J.H. Wyman e Josh Singer (sceneggiatura); J.H. Wyman, Jeff Pinkner, Akiva Goldsman e Josh Singer (soggetto)

### Trama
Walter decide di spiegare a Olivia la storia di Peter: l'episodio consiste in un flashback al 1985. A quei tempi Walter aveva da poco scoperto l'universo alternativo realizzando un dispositivo in grado di osservare semplicemente l'altro universo senza potervi interagire. Walter lo utilizzava per osservare se il Walter-nativo (dalla fusione di "Walter" e "alternativo") riusciva a trovare la cura per la malattia genetica di Peter. Il figlio però morì prima che fosse trovata. Dopo il funerale, Walter continuò a osservare l'evoluzione degli studi del suo doppio, in modo da assicurarsi che almeno il Peter dell'universo alternativo potesse sopravvivere. Un giorno notò che il Walter alternativo venne distratto involontariamente da un uomo calvo (uno degli osservatori), e non si accorse di aver trovato la cura. Gli osservatori discutono l'accaduto, ed essendo Peter importante, avrebbero dovuto fare qualcosa per ristabilire l'equilibrio. Nel frattempo Walter decise di recarsi nell'universo parallelo per curare Peter. Nina Sharp, avvertita dall'assistente di Walter, tenta di dissuaderlo al lago di Reiden, ma perde il braccio destro (da qui si capisce il motivo del perché abbia il braccio robotico). Walter, avendo rotto il flacone durante la colluttazione con Nina, decise di portare Peter nel suo universo per curarlo. Tornati dall'altra parte, Walter e Peter ruppero il ghiaccio del lago finendo in acqua. L'osservatore li salvò, dicendo a Walter che Peter era importante. Walter curò Peter con l'intenzione di riportarlo indietro una volta guarito, tuttavia cambiò idea quando Elizabeth gli fece capire che non lo voleva perdere nuovamente.
- Peculiarità: essendo quasi del tutto ambientato nel 1985, l'episodio ha una differente versione della sigla di apertura, sia a livello musicale che grafico, oltre a una diversa grafica delle scritte che indicano il luogo in cui ci si trova che compaiono durante l'episodio. Le parole che compaiono nella sigla fanno inoltre riferimento a invenzioni di recente sviluppo, ma che ai tempi erano viste come scienza di confine, come la mappatura del DNA e il personal computer.
- Durante l'episodio vi è una citazione cinematografica: quando gli Osservatori escono dal cinema, hanno appena visto Ritorno al futuro, ma l'attore principale, come evidenziato dal cartellone, è Eric Stoltz, che in effetti era stata la prima scelta per interpretare Marty McFly.

## Olivia. Nel laboratorio, con la pistola
- Titolo originale: Olivia. In the Lab. With the Revolver
- Diretto da: Brad Anderson
- Scritto da: Matthew Pitts

### Trama
Durante tutto l'episodio Olivia è indecisa tra mantenere il segreto di Walter o dire la verità a Peter. La divisione indaga sul caso di una donna che muore a causa di una rapida e aggressiva forma di cancro. Vengono scoperte altre vittime morte nelle stesse circostanze e Olivia scopre che sono tutte state sottoposte agli esperimenti di Jacksonville. Walter arriva alla conclusione che esiste qualcuno che possiede la capacità di trasferire il cancro ai soggetti sottoposti al Cortexiphan, migliorando così la propria salute. Utilizzando la lista dei bambini che aveva copiato durante la visita a Jacksonville, Olivia riesce a individuare il nome del responsabile delle morti, James Heath. Nel frattempo Heath è diretto proprio a casa di Olivia, nel tentativo di trasmetterle la malattia. Olivia riesce a fermarlo, poco prima dell'arrivo di Peter e della polizia. Heath racconta che un uomo gli si era avvicinato dicendogli che il Cortexiphan gli avrebbe permesso di sconfiggere il cancro. Il metodo, però, non funzionò e accidentalmente causò la morte della sorella attraverso il tocco della mano. Dopo essersi reso conto di ciò iniziò a cercare le altre persone sottoposte agli esperimenti per migliorare il proprio stato di salute. Heath viene portato alla Massive Dynamic e mantenuto in coma farmacologico. Nina e Broyles discutono della possibilità che qualcuno possa usare i soggetti sottoposti agli esperimenti di Jacksonville per scopi malvagi.
L'episodio si conclude con Olivia che dice a Walter di non voler rivelare a Peter le sue origini, dato che la verità farebbe più male che bene. Walter, però, decide che è l'ora di raccontare la verità a suo figlio.
- Guest-star: Diane Kruger (Miranda)
- In questa puntata è presente un omaggio al film Bastardi senza gloria, in cui è presente Diane Kruger; nella scena in cui Miranda è in auto e parla al telefono, non ricordandosi il nome del Dottor Gorlitsky, lo chiama Gorlami; questo è un chiaro riferimento alla scena del film di Tarantino in cui il colonnello Hans Landa, parlando in italiano con il tenente Aldo Raine, gli chiede di ripetere il cognome, che da Gorlomi diventa Gorlami.
- Peculiarità: il titolo fa riferimento al noto gioco da tavolo Cluedo dove alla fine del gioco si devono enunciare nell'ordine il nome del colpevole, il luogo del delitto e l'arma del delitto. Nelle diverse stagioni della serie si possono apprezzare numerosi riferimenti a tale gioco.

## Un tulipano bianco
- Titolo originale: White Tulip
- Diretto da: Thomas Yatsko
- Scritto da: J.H. Wyman e Jeff Vlaming

### Trama
Mentre Walter sta scrivendo una lettera in cui racconta la verità a Peter, tutti i passeggeri che si trovavano a bordo di un treno muoiono improvvisamente. La divisione Fringe, chiamata a indagare, scopre che tutti i dispositivi alimentati a batteria e i corpi stessi sono stati prosciugati della loro energia. Viene identificato un uomo sceso dal treno immediatamente dopo l'incidente: si tratta di Alistair Peck, un astrofisico e professore del MIT. La polizia irrompe a casa dell'uomo e Walter cerca di comprendere i suoi studi. Il professore ritorna a casa e prima che possa essere fermato ritorna sul treno, dimostrando la capacità di viaggiare nel tempo. Imparando dai propri errori evita che l'FBI lo possa rintracciare. L'uomo viene comunque identificato e Walter ipotizza che il professore abbia viaggiato più volte nel tempo: il suo scopo sarebbe quello di salvare la fidanzata morta in un incidente automobilistico dieci mesi prima. Walter decide di parlare con Peck, per dissuaderlo dalle sue intenzioni. Gli racconta di quello che aveva fatto per salvare Peter e del senso di colpa che lo attanaglia. Racconta di pregare Dio affinché gli mandi un tulipano bianco (fuori stagione) come segno del suo perdono per quanto ha fatto. Peck, tuttavia, ritorna nel passato, scrive una lettera e si unisce alla fidanzata: entrambi muoiono nell'incidente. Viene mostrato nuovamente Walter scrivere la lettera a Peter, come nell'inizio dell'episodio; dopo averla finita decide però di bruciarla. L'episodio si conclude con la ricezione da parte di Walter della lettera scritta da Peck: si tratta di un tulipano bianco disegnato a mano.
- Guest star: Peter Weller (Alistair Peck)

## Sincronia
- Titolo originale: The Man from the Other Side
- Diretto da: Jeffrey Hunt
- Scritto da: Josh Singer e Ethan Gross

### Trama
Due adolescenti vengono trovati morti, mostrando i segni sul palato provocati dai mutaforma. La divisione Fringe scopre un embrione di mutaforma. Mentre Walter ritorna in laboratorio per analizzare le prove, Olivia e Peter si recano alla Massive Dynamic in cerca di risposte. Analizzando un'interferenza televisiva verificatasi nella zona di ritrovamento dei ragazzi, uno scienziato della Massive Dynamic ipotizza una sincronizzazione fra il nostro mondo e l'universo parallelo nel pomeriggio del giorno dopo. Nel frattempo Walter decide di provare a riattivare lo sviluppo dell'embrione: il mutaforma si sviluppa, ma muore poco dopo, scusandosi con Walter.
Thomas Jerome Newton, il capo dei mutaforma, ordina ai sopravvissuti di prendere le identità di due individui, in modo da aver accesso ad alcune zone con lo scopo di posizionare dei dispositivi necessari all'apertura di un portale fra le dimensioni. Walter spiega che l'apertura richiede tre dispositivi posti ai vertici di un triangolo equilatero: il portale verrà aperto al centro di esso, su un ponte. Per impedire ciò Walter utilizza un dispositivo che annulla le vibrazioni provocate dai dispositivi dei mutaforma. Vi è però un problema: in prossimità del varco le onde sono letali. Peter riesce a bloccare l'apertura, ma per gli effetti delle onde perde conoscenza. Si risveglia il giorno dopo in ospedale e racconta a Walter che ha visto un uomo proveniente dall'altro universo. Dato che le onde non hanno ucciso né il misterioso uomo né lui, Peter capisce di non essere di questo mondo. Furioso dice a Walter di non essere suo figlio e gli chiede di lasciarlo solo. Nel frattempo l'uomo dell'altro universo è riuscito ad attraversare il portale e viene curato da Newton a causa degli effetti del tentativo di chiusura di Peter.
L'episodio si chiude con Olivia che informa Walter che Peter ha lasciato l'ospedale ed è sparito.
- Guest star: Sebastian Roché (Thomas Jerome Newton), Ryan Mcdonald, (Brandon Fayette), Peter Bryant (Ben McCallister), Katie Findlay (ragazza uccisa dal mutaforma).

## Cuore di vetro
- Titolo originale: Brown Betty
- Diretto da: Seith Mann
- Scritto da: Jeff Pinkner, J.H. Wyman e Akiva Goldsman

### Trama
Peter non è ancora tornato e Olivia continua a indagare sulla sua scomparsa, ma senza successo. Dal momento che sua sorella Rachel è fuori città, lascia la nipote Ella nel laboratorio di Walter, sotto la custodia di Astrid. Walter, per intrattenerla, le racconta una storia di fantasia, con sfumature noir, ambientata in un mondo stile anni '40 ma dotato di apparecchiature moderne (cellulari, computer, impronte digitali). Un'attrice di nome Rachel chiede l'aiuto di un'investigatrice privata, Olivia Dunham, per ritrovare il suo fidanzato scomparso, Peter Bishop. Olivia chiede aiuto a un conoscente, il tenente Broyles. L'indagine la porta alla società Massive Dynamics. L'attrice viene uccisa e Olivia scopre presto che a chiedere il suo aiuto non era stata Rachel, ma uno scienziato di nome Walter Bishop che l'aveva pagata per fare da intermediario. Walter sostiene che Peter gli abbia rubato un prezioso oggetto, il suo cuore di vetro che gli permette di vivere. Olivia continua a investigare e durante un incontro con Nina Sharp scopre che Peter ha una cattiva reputazione di truffatore. Olivia viene poi attaccata da un uomo misterioso (un Osservatore) e infine catturata dagli uomini della Massive Dynamics, che la rinchiudono in una cassa e la lanciano in mare aperto. Viene salvata da Peter che, avendo saputo che lo stava cercando, si era messo sulle sue tracce. Peter le rivela la verità: il cuore in realtà non è di Walter, ma suo, e lo scienziato non è buono come dice di essere (ruba i sogni dei bambini per realizzare nuove invenzioni). Peter e Olivia vengono nuovamente attaccati e il cuore di Peter viene rubato. Lei capisce che questa volta non si tratta degli uomini di Nina Sharp, ma di quelli di Walter Bishop. Tornati dunque al laboratorio dell'uomo, egli confessa e restituisce il cuore a Peter, che è deciso ad andarsene per sempre. A questo punto la narrazione torna al presente, dove Ella decide di dare un finale felice: Peter decide quindi di dividere a metà il cuore e di lasciare la seconda parte a Walter, riconciliandosi con lo scienziato.
L'episodio si conclude mostrando un Osservatore preoccupato per la scomparsa di Peter, temendo che Walter non ricordi del patto.
- Peculiarità: l'episodio faceva parte di una campagna mediatica della Fox per promuovere la serie musicale Glee. John Noble, Lance Reddick, Jasika Nicole e Anna Torv si esibiscono durante l'episodio in poche strofe di alcune canzoni: Head Over Heels e The Candy Man (Walter), The Low Spark of High Heeled Boys (Broyles), I Hope I Get It (Astrid), For Once In My Life (Olivia).

## Passaggio a Nord-Ovest
- Titolo originale: Northwest Passage
- Diretto da: Joe Chappelle
- Scritto da: Ashley Edward Miller, Zack Stentz, Nora Zuckerman e Lilla Zuckerman

### Trama
Peter raggiunge una piccola città e rimane coinvolto nel rapimento e omicidio di una giovane donna, Krista, la cameriera del locale dove si era fermato. Krista aveva dato appuntamento a Peter per la serata, ma non si era presentata. Inizialmente lo sceriffo Mathis sospetta Peter. Il ragazzo nota tra la folla Newton, il leader dei mutaforma; quando capisce che alla ragazza è stato rimosso un pezzo di cervello, rivela la sua identità di consulente FBI e si offre in aiuto per risolvere il caso. Contatta Broyles per informarlo della situazione e gli chiede di non dire nulla a Walter.
Più tardi il collega di Mathis scompare. Peter arriva alla conclusione che Newton stia rapendo tutte le persone che hanno avuto contatti con lui, per carpire informazioni. Insieme allo sceriffo si mette sulle sue tracce. Nel frattempo viene ritrovato il corpo di un'altra ragazza, uccisa con le stesse modalità di Krista. Questa volta, però, Peter si rende conto di non averla mai incontrata e si chiede come mai Newton l'abbia uccisa. Analizzando i picchi di adrenalina di quest'ultima vittima riescono a individuare il luogo dove sono state uccise le ragazze, un vecchio caseificio. Il responsabile confessa che aveva ucciso le ragazze perché lo avevano respinto. Il collega dello sceriffo viene trovato in vita.
Mentre Peter si prepara per tornare a Boston, Newton arriva insieme al "Signor Segretario", l'uomo proveniente dall'altro universo, che si rivela essere il Walter alternativo.
- Nota: Il titolo e la trama dell'episodio fanno riferimento alla prima puntata, omonima, della serie tv I segreti di Twin Peaks.

## Dall'altra parte - Prima parte
- Titolo originale: Over There: Part 1
- Diretto da: Akiva Goldsman
- Scritto da: Jeff Pinkner, J.H. Wyman e Akiva Goldsman

### Trama
Walter e Olivia scoprono che Peter ha accettato di ritornare nel proprio universo insieme al suo vero padre, Walter alternativo. Un Osservatore lascia a Olivia un foglio in cui Peter è soggetto di una profezia la quale afferma che sarà il responsabile della fine del mondo. Per cercare di avvertire Peter e per impedire ciò, la divisione Fringe cerca un modo, insieme alla Massive Dynamic, per raggiungere l'altro universo. Walter decide di utilizzare le abilità di Olivia e di altri soggetti che furono sottoposti al Cortexiphan: Nick Lane, Sally Clark e James Heath. La squadra formata da Walter, Olivia, Nick, Sally e Heath riesce a raggiungere l'altro universo, ma quest'ultimo muore subito dopo. Deve quindi fuggire dalla divisione Fringe alternativa, che presto arriva sul posto. Viene rivelato che Walter alternativo è il segretario del Dipartimento della Difesa dell'universo alternativo. Mentre la squadra di Walter si dirige verso Central Park per incontrare William Bell, Peter incontra la sua vera madre. Raggiunto Central Park, la squadra viene raggiunta dalla divisione Fringe alternativa. Nick e Sally vengono uccisi, ma prima viene ustionato il principale investigatore, Lincoln Lee. Walter rimane colpito e finisce all'ospedale. Olivia segue la sua controparte alternativa e incontra Bell, che le dice che non li ha traditi e che Walter è in pericolo. L'episodio si conclude mostrando un dispositivo, un'arma per distruggere il nostro universo, di cui Peter farà parte.
- Guest star: Leonard Nimoy (William Bell)
- Peculiarità: la sigla presenta per la prima volta uno sfondo di colore rosso: l'ambientazione infatti sarà in gran parte nell'universo alternativo.

## Dall'altra parte - Seconda parte
- Titolo originale: Over There: Part 2
- Diretto da: Akiva Goldsman
- Scritto da: Jeff Pinkner, J.H. Wyman e Akiva Goldsman

### Trama
Walter alternativo viene informato della presenza di Walter in ospedale; tuttavia William Bell e Olivia riescono a farlo scappare prima dell'arrivo della divisione Fringe alternativa. Peter incontra Walter alternativo, il quale gli mente a proposito del dispositivo (mostrato alla fine della prima parte) dicendo che ha lo scopo di aiutare le persone. Peter viene trasferito in un nuovo appartamento da Olivia alternativa. Nel frattempo Walter e Bell si recano ad Harvard per cercare un dispositivo necessario a ritornare nel nostro universo. Olivia si confronta con la sua versione alternativa, la quale capisce che è interessata a Peter. Dopo una colluttazione fra le due, Olivia riesce a sopraffare Olivia alternativa: si tinge quindi i capelli e prende i suoi vestiti. Peter scopre che la misteriosa macchina richiede una particolare persona per funzionare: lui. Olivia e Charlie alternativo si recano da Peter per spostarlo in un luogo più sicuro: lei, infatti, gli ha fatto credere che gli invasori abbiano identificato la sua posizione. Olivia colpisce Charlie e rivela la sua identità a Peter, convincendolo a tornare indietro.
Il motivo per cui deve tornare nell'altro universo è perché il suo posto è accanto a lei; i due giovani si baciano e capiscono di amarsi.
Peter e Olivia si recano da Walter e Bell che li aspettano nel teatro in cui sono arrivati. Per aprire la breccia tra i due universi è necessaria una quantità di energia che non è più presente senza gli altri soggetti sottoposti al Cortexiphan. Bell decide di sacrificarsi per far tornare Olivia, Peter e Walter nel nostro universo. Prima di farlo, rivela che fu Walter stesso in realtà a chiedergli di estrargli alcuni frammenti di cervello perché "aveva paura di cosa stesse diventando". Tornati nel nostro universo, Peter dice a Walter che non riuscirà mai a capirlo, ma se ha viaggiato due volte per salvarlo questo ha un suo significato. Olivia si reca nel luogo dove è presente la macchina da scrivere in contatto con l'altro universo, rivelando così che è Olivia alternativa infiltrata eludendo gli altri nel nostro universo.
L'episodio si conclude mostrando la "nostra" Olivia rinchiusa in un centro di detenzione militare. Walter alternativo le fa visita, ma non dice una parola, e la lascia nell'oscurità della cella d'isolamento.
- Guest star: Leonard Nimoy (William Bell)